# Скоугафосс
Скоугафосс (исл. Skógafoss) — водопад на реке Скоугау, на юге Исландии, в регионе Сюдюрланд, расположенный в утёсах прежней береговой линии близ посёлка Скоугар (исл. Skógar, община (исл. Rangárþing eystra — Рангауртинг), чуть ниже ледника Эйяфьядлайёкюдль (исл. Eyjafjallajökull). Водопад является одним из самых известных и посещаемых в стране.
От береговой линии, отступившей дальше в море (сейчас она находится на расстоянии 5 км от водопада), на её прежнем месте на протяжении сотни километров остались утёсы, создающие вместе с несколькими горными вершинами чёткую границу между низменностью и горной местностью Исландии, параллельную нынешней береговой линии.
Ширина водопада 25 м, высота падения воды 60 м. Из-за большого количества брызг, образуемых водопадом, в солнечные и ясные дни можно наблюдать одиночную, а иногда и двойную радугу.

## Мифы
Согласно легенде, Траси Тоуроулфссон (исл. Þrasi Þórólfsson), первый викинг, поселившийся в этом районе, спрятал свои богатства в пещере, расположенной за водопадом в утёсе. Годы спустя местный мальчик нашел в пещере необычный сундук. Но, прежде чем сундук снова исчез, мальчуган завладел только кольцом, ныне хранящемся в Скоугарском музее.

## Туризм
На восточной стороне водопада, тропа, специально проложенная для туристов, ведёт вверх к перевалу Фиммвюрдухаулс (исл. Fimmvörðuháls), который находится между ледниками Эйяфьядлайёкюдль (исл. Eyjafjallajökull) и Мюрдальсйёкудль (исл. Mýrdalsjökull). Затем тропа спускается с другой стороны великолепной долины Тоурсмёрк (исл. Þórsmörk), названной в честь скандинавского бога Тора (др.-сканд. Þōrr, Þunarr) и продолжается известными туристскими маршрутами Лаугавегур (исл. Laugavegur) и Ландманналаугар (исл. Landmannalaugar).

## Галерея

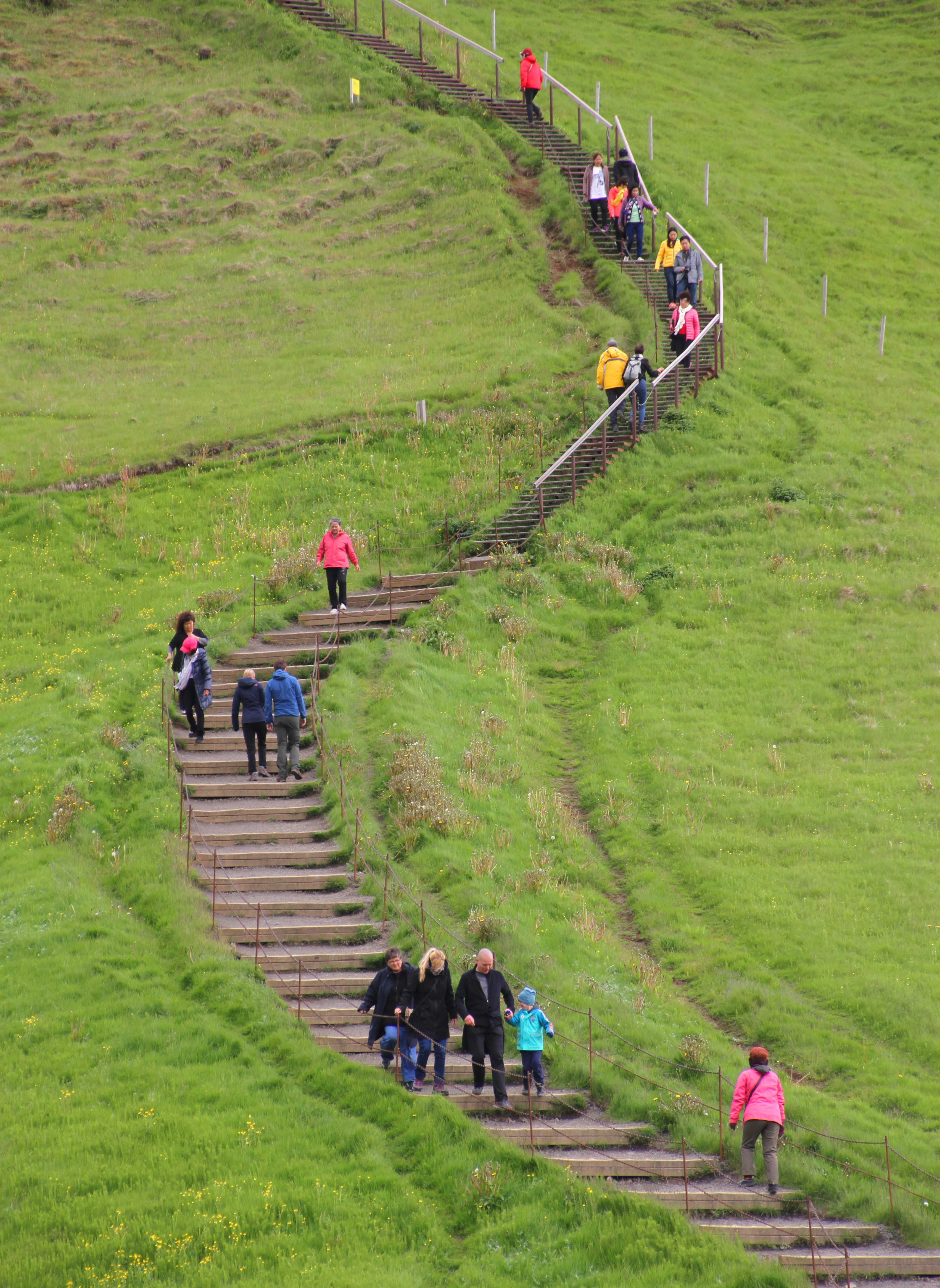
Спуск с водопада по лестнице к посёлку Скоугар
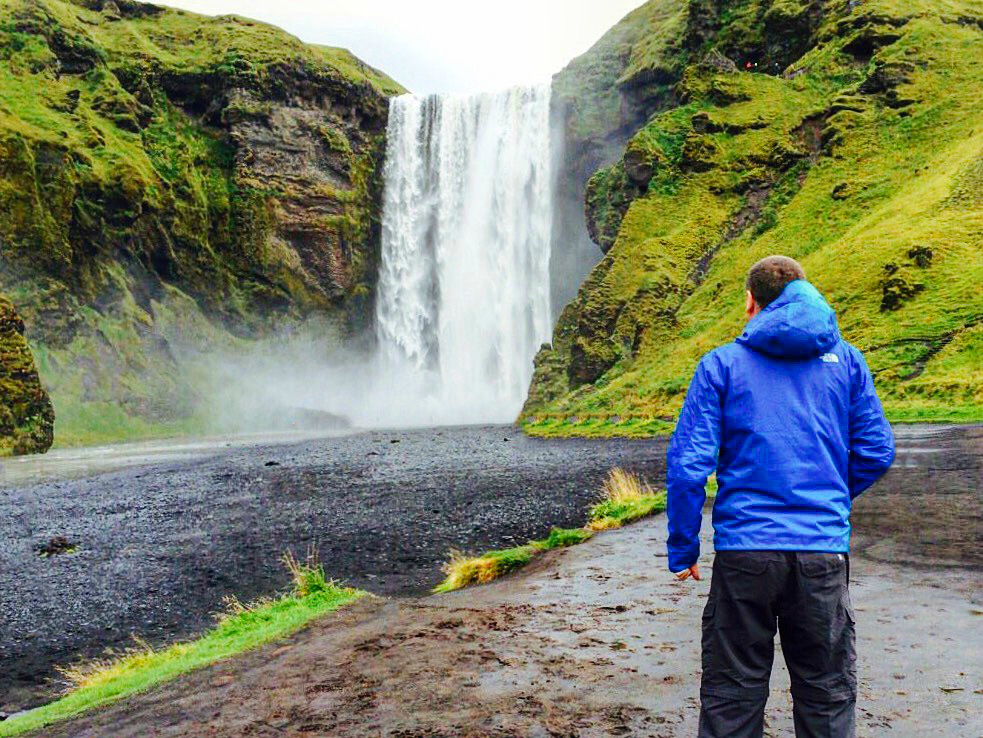
Удивительный водопад Скоугафосс
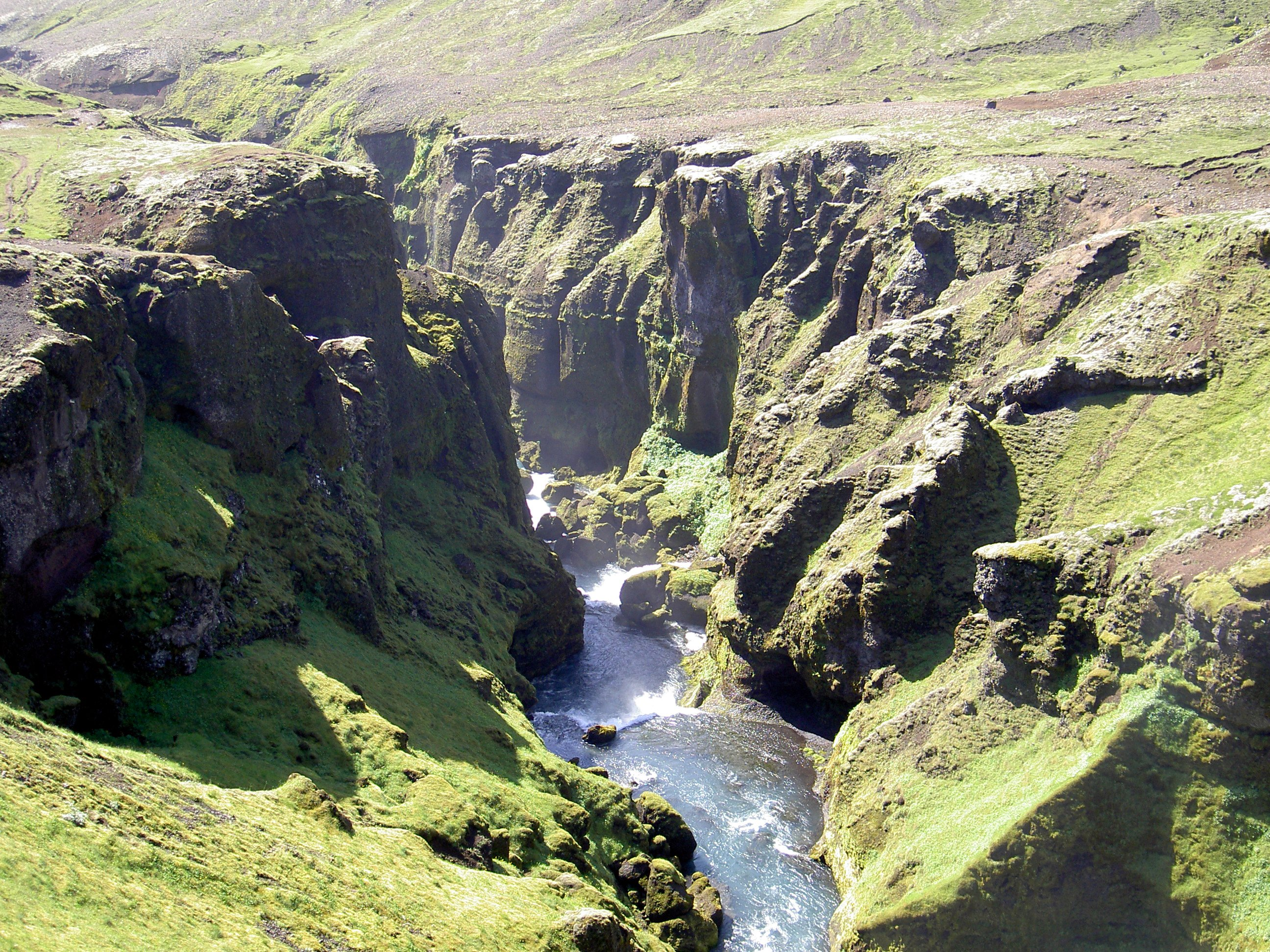
Продолжение водопада
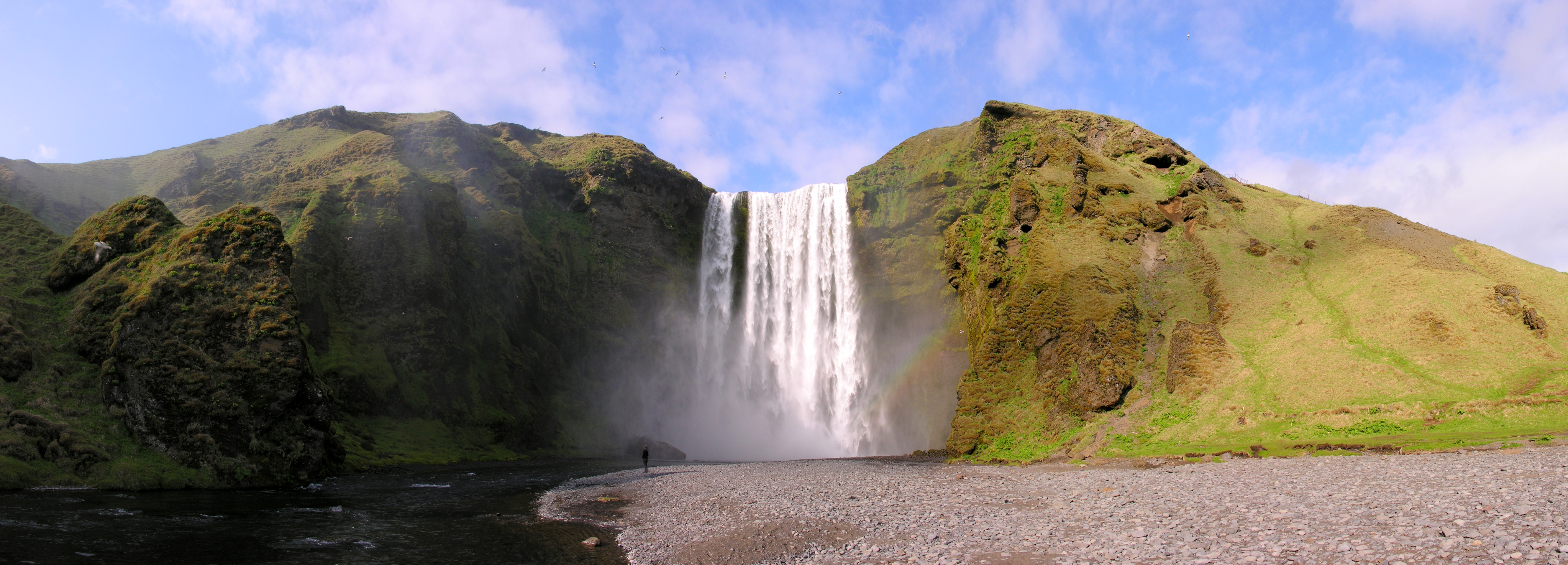
Скоугафосс. Май 2008
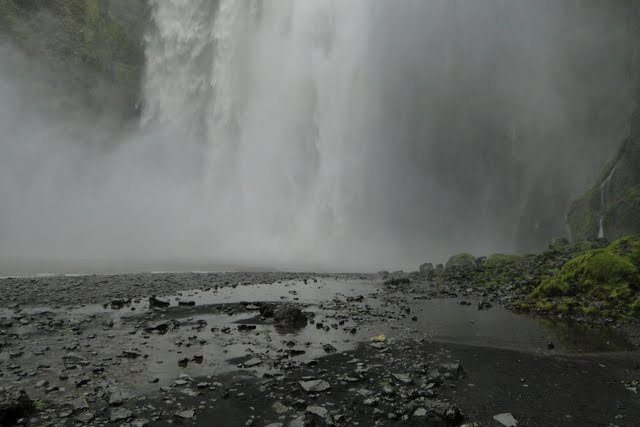
Линия падения воды